# 中里優
中里 優（なかさと ゆう、1994年7月14日 - ）は、東京都府中市出身の元女子サッカー選手。現役時のポジションはミッドフィールダー。

## 経歴
小学1年から、澤穂希が小学生時代に所属していた府ロクサッカークラブでサッカーを始めた。
東京都府中市立府中第五中学校卒業後東京都立調布南高等学校へ進学。調布南高等学校では現プリメイラ・リーガ・ポルティモネンセSC所属の中島翔哉と同級生だった。
2011年、日テレ・メニーナに所属しながら、トップチームである日テレ・ベレーザに2重登録され、なでしこリーグ初出場を果たした。
2012年1月、全日本ユース選手権の決勝で決勝点を挙げ、チームの連覇に貢献した。
2012年12月、東京学芸大学教育学部に合格し、学連に所属することが決定した。
2016年、高倉麻子監督率いる日本女子代表（なでしこジャパン）に初選出された。
2022年6月21日、2021-22シーズンをもって引退することが発表された。

## 個人成績

### クラブ
| 国内大会個人成績 | 国内大会個人成績               | 国内大会個人成績 | 国内大会個人成績 | 国内大会個人成績 | 国内大会個人成績 | 国内大会個人成績 | 国内大会個人成績 | 国内大会個人成績 | 国内大会個人成績 | 国内大会個人成績 | 国内大会個人成績 |
| 年度             | クラブ                         | 背番号           | リーグ           | リーグ戦         | リーグ戦         | リーグ杯         | リーグ杯         | オープン杯       | オープン杯       | 期間通算         | 期間通算         |
| 年度             | クラブ                         | 背番号           | リーグ           | 出場             | 得点             | 出場             | 得点             | 出場             | 得点             | 出場             | 得点             |
| 日本             | 日本                           | 日本             | 日本             | リーグ戦         | リーグ戦         | リーグ杯         | リーグ杯         | 皇后杯           | 皇后杯           | 期間通算         | 期間通算         |
| ---------------- | ------------------------------ | ---------------- | ---------------- | ---------------- | ---------------- | ---------------- | ---------------- | ---------------- | ---------------- | ---------------- | ---------------- |
| 2007             | 日テレ・メニーナ               | 23               | -                | -                | -                | -                | -                | 1                | 0                | 1                | 0                |
| 2008             | 日テレ・メニーナ               | 22               | -                | -                | -                | -                | -                | 3                | 0                | 3                | 0                |
| 2009             | 日テレ・メニーナ               | 14               | -                | -                | -                | -                | -                | 1                | 0                | 1                | 0                |
| 2010             | 日テレ・メニーナ               | 7                | -                | -                | -                | -                | -                | 3                | 0                | 3                | 0                |
| 2011             | 日テレ・ベレーザ               | 20               | なでしこ         | 3                | 0                | -                | -                | 3                | 0                | 6                | 0                |
| 2012             | 日テレ・ベレーザ               | 25               | なでしこ         | 5                | 1                | 0                | 0                | 1                | 0                | 6                | 1                |
| 2013             | 日テレ・ベレーザ               | 14               | なでしこ         | 12               | 3                | 5                | 0                | 2                | 0                | 19               | 3                |
| 2014             | 日テレ・ベレーザ               | 5                | なでしこ         | 15               | 1                | -                | -                | 0                | 0                | 15               | 1                |
| 2015             | 日テレ・ベレーザ               | 5                | なでしこ1部      | 13               | 4                | -                | -                | 4                | 2                | 17               | 6                |
| 2016             | 日テレ・ベレーザ               | 7                | なでしこ1部      | 18               | 5                | 8                | 0                | 4                | 3                | 30               | 8                |
| 2017             | 日テレ・ベレーザ               | 7                | なでしこ1部      | 18               | 1                | 6                | 2                | 5                | 0                | 29               | 3                |
| 2018             | 日テレ・ベレーザ               | 7                | なでしこ1部      | 18               | 1                | 5                | 0                | 0                | 0                | 23               | 1                |
| 2019             | 日テレ・ベレーザ               | 7                | なでしこ1部      | 1                | 0                | 0                | 0                | 0                | 0                | 1                | 0                |
| 2020             | 日テレ・東京ヴェルディベレーザ | 7                | なでしこ1部      | 16               | 0                | -                | -                | 5                | 0                | 21               | 0                |
| 2021-22          | 日テレ・東京ヴェルディベレーザ | 7                | WE               | 20               | 0                | -                | -                | 2                | 0                | 22               | 0                |
| 通算             | 日本                           | 日本             | 1部              | 139              | 16               | 24               | 2                | 26               | 5                | 189              | 23               |
| 通算             | 日本                           | 日本             | その他           | -                | -                | -                | -                | 8                | 0                | 8                | 0                |
| 総通算           | 総通算                         | 総通算           | 総通算           | 139              | 16               | 24               | 2                | 34               | 5                | 197              | 23               |

- 日本女子サッカーリーグ
  - 初出場 - 2011年6月12日 なでしこリーグ 第2節 ASエルフェン狭山FC戦 (鴻巣市立陸上競技場)[7]
  - 初得点 - 2012年4月22日 なでしこリーグ 第2節 ASエルフェン狭山FC戦 (駒沢オリンピック公園陸上競技場)[7]

- WEリーグ
  - 初出場 - 2021年9月12日 第1節 三菱重工浦和レッズレディース戦 (味の素フィールド西が丘)[8]

### 代表
- 2016年6月2日 - 日本代表初出場 -  アメリカ合衆国戦 (国際親善試合)

#### 主な出場大会
- U-20日本代表
  - 2012年 - 2012 FIFA U-20女子ワールドカップ
- なでしこジャパン
  - 2017年 - アルガルヴェ・カップ2017
  - 2017年 - 2017 トーナメント・オブ・ネーションズ（英語版）
  - 2017年 - EAFF E-1サッカー選手権2017
  - 2018年 - 2018年アジア競技大会

#### 試合数
| 日本代表 | 国際Aマッチ | 国際Aマッチ |
| 年       | 出場        | 得点        |
| -------- | ----------- | ----------- |
| 2016     | 3           | 0           |
| 2017     | 13          | 0           |
| 2018     | 4           | 0           |
| 通算     | 20          | 0           |

#### 出場試合
| #   | 開催日         | 開催都市         | スタジアム                                 | 対戦国           | 結果  | 監督     | 大会                                                                   | 出典   |
| --- | -------------- | ---------------- | ------------------------------------------ | ---------------- | ----- | -------- | ---------------------------------------------------------------------- | ------ |
| 1.  | 2016年6月2日   | コマースシティ   | ディックス・スポーティング・グッズ・パーク | アメリカ合衆国   | △ 3-3 | 高倉麻子 | 国際親善試合                                                           | [ 9 ]  |
| 2.  | 2016年6月5日   | クリーブランド   | ファーストエナジー・スタジアム             | アメリカ合衆国   | ● 0-2 | 高倉麻子 | 国際親善試合                                                           | [ 10 ] |
| 3.  | 2016年7月21日  | カルマル         | グルドフォーゲルン・アリーナ               | スウェーデン     | ● 0-3 | 高倉麻子 | 国際親善試合                                                           | [ 11 ] |
| 4.  | 2017年3月1日   | パルシャル       | ベラ・ヴィスタ市営スタジアム               | スペイン         | ● 1-2 | 高倉麻子 | アルガルヴェ・カップ2017                                               | [ 12 ] |
| 5.  | 2017年3月3日   | パルシャル       | ベラ・ヴィスタ市営スタジアム               | アイスランド     | ○ 2-0 | 高倉麻子 | アルガルヴェ・カップ2017                                               | [ 13 ] |
| 6.  | 2017年3月6日   | ファロ ／ ローレ | エスタディオ・アルガルヴェ                 | ノルウェー       | ○ 2-0 | 高倉麻子 | アルガルヴェ・カップ2017                                               | [ 14 ] |
| 7.  | 2017年3月8日   | ファロ ／ ローレ | エスタディオ・アルガルヴェ                 | オランダ         | ● 2-3 | 高倉麻子 | アルガルヴェ・カップ2017                                               | [ 15 ] |
| 8.  | 2017年4月9日   | 熊本             | 熊本県民総合運動公園陸上競技場             | コスタリカ       | ○ 3-0 | 高倉麻子 | キリンチャレンジカップ2017 ～熊本地震復興支援マッチ がんばるばい熊本～ | [ 16 ] |
| 9.  | 2017年6月9日   | ブレダ           | ラット・フェルレフ・スタディオン           | オランダ         | ○ 1-0 | 高倉麻子 | 国際親善試合 ～オランダ・ベルギー遠征～                                | [ 17 ] |
| 10. | 2017年6月13日  | ルーヴェン       | デン・ドリーフ                             | ベルギー         | △ 1-1 | 高倉麻子 | 国際親善試合 ～オランダ・ベルギー遠征～                                | [ 18 ] |
| 11. | 2017年7月30日  | サンディエゴ     | クアルコム・スタジアム                     | オーストラリア   | ● 2-4 | 高倉麻子 | 2017 トーナメント・オブ・ネーションズ                                  | [ 19 ] |
| 12. | 2017年8月3日   | カーソン         | スタブハブ・センター                       | アメリカ合衆国   | ● 0-3 | 高倉麻子 | 2017 トーナメント・オブ・ネーションズ                                  | [ 20 ] |
| 13. | 2017年10月22日 | 長野             | 長野Uスタジアム                            | スイス           | ○ 3-0 | 高倉麻子 | MS&ADカップ2017                                                        | [ 21 ] |
| 14. | 2017年11月24日 | アンマン         | キング・アブドゥッラー2世スタジアム        | ヨルダン         | ○ 2-0 | 高倉麻子 | 国際親善試合 ～ ヨルダン遠征 ～                                        | [ 22 ] |
| 15. | 2017年12月11日 | 千葉             | 千葉市蘇我球技場（フクダ電子アリーナ）     | 中華人民共和国   | ○ 1-0 | 高倉麻子 | EAFF E-1サッカー選手権2017                                             | [ 23 ] |
| 16. | 2017年12月15日 | 千葉             | 千葉市蘇我球技場（フクダ電子アリーナ）     | 北朝鮮           | ● 0-2 | 高倉麻子 | EAFF E-1サッカー選手権2017                                             | [ 24 ] |
| 17. | 2018年4月1日   | 諫早             | トランスコスモススタジアム長崎             | ガーナ           | ○ 7-1 | 高倉麻子 | MS&ADカップ2018                                                        | [ 25 ] |
| 18. | 2018年6月10日  | ウェリントン     | ウエストパック・スタジアム                 | ニュージーランド | ○ 3-1 | 高倉麻子 | 国際親善試合                                                           | [ 26 ] |
| 19. | 2018年8月16日  | パレンバン       | ブミ・シュリーヴィジャヤ・スタジアム       | タイ             | ○ 2-0 | 高倉麻子 | 第18回アジア競技大会                                                   | [ 27 ] |
| 20. | 2018年8月28日  | パレンバン       | ゲロラ・シュリーヴィジャヤ・スタジアム     | 韓国             | ○ 2-1 | 高倉麻子 | 第18回アジア競技大会                                                   | [ 28 ] |

## タイトル

### クラブ
- 日テレ・メニーナ
  - JFA 全日本U-18女子サッカー選手権大会: 3回 (2010、2011、2012)

- 日テレ・ベレーザ / 日テレ・東京ヴェルディベレーザ
  - なでしこリーグ1部: 5回 (2015、2016、2017、2018、2019)
  - なでしこリーグカップ: 4回 (2012、2016、2018、2019)
  - 皇后杯 JFA 全日本女子サッカー選手権大会: 5回 (2014、2017、2018、2019､ 2020)

### 代表
- 日本女子代表
  - アジア競技大会: 1回 (2018）

### 個人
- なでしこリーグ1部 ベストイレブン: 1回 (2017)